# Deltarhynchus flammulatus
Deltarhynchus flammulatus е вид птица от семейство Tyrannidae, единствен представител на род Deltarhynchus.

## Разпространение
Видът е разпространен в Мексико.